# غشاء شبه لمفي تحت العنكبوتية
الغشاء الشبه لمفي تحت العنكبوتية (بالإنجليزية: Subarachnoidal lymphatic-like membrane أو SLYM) هو بنية تشريحية في دماغ الإنسان تمثل الطبقة الرابعة من السحايا. يقع الغشاء في الحيز تحت العنكبوتية، وهي المنطقة الواقعة بين السحايا الشبكية الوسطى (الغشاء العنكبوتي)، والسحايا الرقيقة التي تقع بالقرب من الدماغ (الأم الحنون). يقسم الحيز تحت العنكبوتية إلى حجرة خارجية سطحية ومنطقة داخلية أعمق تحيط بالدماغ.

## التركيب
يتكون الغشاء الشبه لمفاوي (SLYM) من عدة طبقات تحوي خلايا مناعية خاصة به. وهو غشاء رقيق جداً يشابه في تركيبه للأوعية الليمفاوية في الجسم، وبالتالي يمكن أن يلعب دوراً مهماً في حماية المناعة وتوازن السوائل في الدماغ. يتركب الغشاء من طبقات قليلة فقط من الخلايا وهو مشابه في طبيعته للظهارة المتوسطة، التي تُشكل طبقة البطانة في العديد من تجاويف الجسم. يمنع الغشاء شبه اللمفاوي (SLYM) الجزيئات الأكبر مثل الببتيدات والبروتينات من المرور إلى داخل الدماغ وبالتالي يمكن أن تؤدي وظيفة الحاجز.

## الاكتشاف والأهمية
قامت مايكين نديرغارد بتوظيف آنا كزافييه في عام 2016 لإجراء بحث حول الجهاز الغليمفاوي. أدت نتيجة غير عادية في تجربة تتبع مع دماغ الفأر أجراها كزافييه في هلسنكي في عام 2017 إلى قيام كيلد مولجارد بدراسة دماغ الفأر واكتشاف دليل على وجود غشاء رابع. تم تقديم مقال يصف البحث إلى مجلة نيتشر في أغسطس 2020، لكنه رفض. بعد مزيد من البحث، نُشر المقال "تقسم الظهارة المتوسطة الحيز تحت العنكبوتية إلى حجرات وظيفية" في عام 2023. لم يكن كزافييه مدرجًا بين المؤلفين بسبب الخلاف على أولوية المؤلف.
وفقًا للنشر في عام 2023، فإن الطبقة شبه اللمفاوية (SLYM) عبارة عن بنية تشريحية تم اكتشافها حديثًا في دماغ الإنسان. يمثل اكتشاف الطبقة الشبه لمفاوية إضافة مهمة للمعرفة التشريحية الحالية وقد يساهم في رؤى جديدة في وظائف المخ والأساليب العلاجية المحتملة. ومع ذلك، هناك حاجة إلى مزيد من الدراسات لفهم الوظيفة الدقيقة والأهمية السريرية المحتملة للغشاء شبه اللمفاوي بشكل أفضل.

## اقرأ أيضاً
- حيز تحت العنكبوتية
- السحايا
- الأم الجافية
- الأم العنكبوتية
- الأم الحنون